# Ɑ̴
Cette page contient des caractères spéciaux ou non latins. S’ils s’affichent mal (▯, ?, etc.), consultez la page d’aide Unicode.
Le a cursif tilde inscrit ou alpha tilde inscrit, ou avec insulaire tilde médian, ɑ̴, est un symbole phonétique utilisé par W. H. T. Gairdner (en) dans son adaptation de l’alphabet phonétique international. Il est composé d’un a cursif ‹ ɑ › diacrité d’un tilde médian.

## Représentations informatiques
L’alpha tilde médian peut être représentée avec les caractères Unicode (alphabet phonétique international, diacritiques) suivants :
| formes    | représentations | chaînes de caractères | points de code | descriptions                                           | notes |
| --------- | --------------- | --------------------- | -------------- | ------------------------------------------------------ | ----- |
| minuscule | ɑ̴               | ɑ◌̴                    | U+0251 U+0334  | lettre minuscule latine alpha diacritique tilde médian |       |